# Trin
Trin (oficialmente en alemán Trins hasta 1943) es una comuna suiza del cantón de los Grisones, situada en la región de Imboden. Limita al norte con la comuna de Pfäfers (SG), al este con Tamins, al sur con Bonaduz y Versam, y al oeste con Flims.

## Lengua
La lengua tradicional del pueblo fue el retorromano o romanche hasta mediados de siglo XIX. En 1880 el 96% de la población hablaba esta lengua. A mediados del siglo XX empezó esta lengua a perder importancia: en 1900 todavía un 88% hablaba romanche, en 1941 ya no eran más que el 75%, en 1980 45,66%, 29,28% en 1990 y 19,77% actualmente. Estos porcentajes indican la forma en que el romanche está desapareciendo en la región, mientras que el alemán la conquista. Trin es junto a Domat/Ems la única comuna del distrito de Imboden en la cual el romanche es cooficial junto con el alemán.